# Santo Aleixo da Restauração
Santo Aleixo da Restauração é uma aldeia raiana portuguesa pertencente ao Município de Moura, sub-região do Baixo Alentejo. Foi sede da extinta Freguesia de Santo Aleixo da Restauração, freguesia que tinha 179,53 km² de área e uma população de 793 habitantes (2011).
A Freguesia de Santo Aleixo da Restauração foi extinta (agregada), pela reorganização administrativa de 2012/2013, tendo o seu território sido agregado ao da Freguesia de Safara para criar a União de Freguesias de Safara e Santo Aleixo da Restauração.
A relevante posição geográfica no contexto histórico de defesa do território português a leste do rio Guadiana, e a ausência de um acordo de fronteira definitivo entre Portugal e Espanha nos terrenos da Contenda até 1893, fizeram de Santo Aleixo palco de múltiplos conflitos bélicos ao longo da sua história. Quase despovoada por razias na Crise de 1383–1385, foi homenageada como aldeia heróica no Monumento aos Restauradores, em Lisboa, e agraciada com o denominação "da Restauração" pela República em 1957, pelo valoroso sacrifício da gente desta aldeia na Guerra da Restauração. A aldeia foi arruinada em 1704, no decorrer da Guerra da Sucessão de Espanha.
Em Santo Aleixo da Restauração são celebradas três festas religiosas, sendo a Festa da Tomina uma das maiores da margem este do Rio Guadiana.

## Etimologia
A aldeia surge documentada pela primeira vez no século X, numa descrição referente ao Al-Andalus (Península Ibérica) realizada pelo geógrafo Ar-Razi. Nesse documento a aldeia era denominada de Totalica ou Tutaliqa (do latim corrompido totum: toda; ligatio: liga de metais; "toda a liga de metais").
O nome Totalica designou o povoado da ocupação romana, no século II a.C., à reconquista cristã no reinado de D.Sancho II. Após a conquista pela Ordem dos Hospitalários a povoação passou a designar-se de Santo Aleixo.
A 3 de Maio de 1957 após uma solicitação da Junta de Freguesia de Santo Aleixo ao Governo da República, que evocava os feitos históricos da Guerra da Restauração e a partilha da denominação com outras localidades, o nome da aldeia e freguesia foram alterados para Santo Aleixo da Restauração. Em baixo um excerto do decreto n.º 41 093, DG n.º 102, de 3 de Maio de 1957 publicado em Diário da República que altera oficialmente a denominação da aldeia e freguesia:
A Junta de Freguesia de Santo Aleixo, do concelho de Moura, solicitou ao Governo que a mesma freguesia passe a denominar-se Santo Aleixo da Restauração, não só porque outras freguesias existem com a sua actual denominação, o que tem sido causa de perturbações no serviço de distribuição de correspondência, mas, principalmente, atendendo aos actos heróicos praticados pelos seus habitantes, sob o comando do capitão Martim Carrasco Pimenta, durante o período de lutas que se seguiram à Restauração da independência. [...]

Paços do Governo da República, 3 de Maio de 1957. – Francisco Higino Craveiro Lopes – António de Oliveira Salazar – Joaquim Trigo de Negreiros.

## História

### Guerra da Restauração da Independência

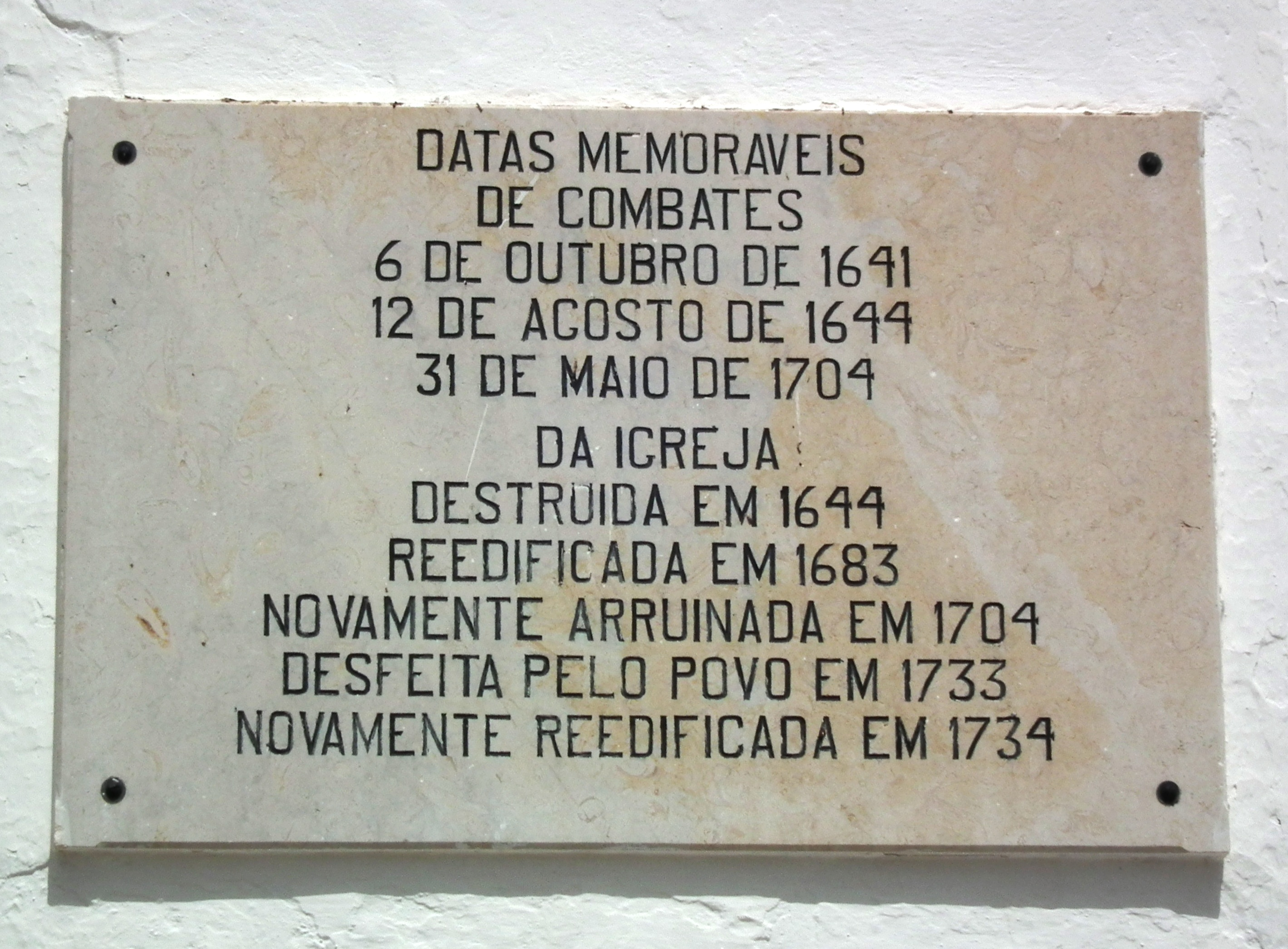
Tabuleta com inscrições indicativas dos combates travados em Santo Aleixo durante a Guerra da Restauração e Sucessão

Durante a Guerra da Restauração Santo Aleixo foi palco de dois grandes combates, o primeiro a 6 de Outubro de 1641 e segundo a 12 de Agosto de 1644, sendo este último de maior dimensão, o que causou mais baixas em ambos os lados e também o que provocou maiores danos na aldeia. Este último ataque também valeu a Santo Aleixo a designação de aldeia heróica e a alteração da sua toponímia em Diário da República para Santo Aleixo da Restauração no ano de 1957.

#### Incursão castelhana de 1641
Na manhã de 6 de Outubro de 1641, uma força de 1500 soldados de infantaria e 200 cavaleiros castelhanos cercaram a aldeia de Santo Aleixo de modo a concretizar parte da operação que visava o saque e destruição das aldeias de Safara e Santo Aleixo, as mais ricas da comarca de Moura. Devido a inexistência de um contingente militar regular na aldeia, formou-se aquando da noticia da invasão, uma milícia de cerca de cem homens, fracamente armadas e sem qualquer experiência militar, liderada pelo Capitão Martim Carrasco Pimenta.
O assalto castelhano ao complexo fortificado da aldeia resumiu-se a uma série de oito ou dez assaltos que acabaram todos por ser repelidos nas trincheiras de taipa que rodeavam a aldeia. O combate acabou ao fim de três horas com cinquenta e cinco baixas do lado castelhano e duas do lado português.
Esta acção militar foi descrita por Jorge Rodrigues, no ano de 1641, descrição essa que se transcreve parcialmente em baixo:

Descuidados estavam os da Aldeia de S.to Aleixo do termo da vila de Moura na madrugada de 6 do presente mês [Outubro], quando se acharam cercados de 1500 castelhanos de pé e de cavalo, que se tinham ajuntado dos lugares de Cheles, Alconchel, Vila Nova, Valença, Oliva e Encinasola, e outros que confinam com aquelas fronteiras, em que havia mais de duzentos de cavalo que tinham vindo de Badajoz a esta facção.
Sabiam eles que a Aldeia de S.to Aleixo e a de Safara sua vizinha são as mais ricas daquela comarca e em que podiam fazer uma importante presa, porque não tinham gente paga que as defendesse. Havia em S.to Aleixo uma companhia de pouco mais de cem homens que pudessem tomar arma, mas o valor do Capitão supre muitas vezes a falta de soldados. Martim Carrasco Pimenta o era destes, e ao prudente modo com que soube opor-se aos desígnios do inimigo, se deveu a vitória deste dia, porque cometendo o lugar às oito da manhã, em toda a sua circunferência se ouviram a um tempo os mosquetaços, tiros de pistolas, e carivinas com que os castelhanos investiram as taipas que lhe serviam de trincheira, saqueando duas casas, uma do prior, e outra vizinha, nas quais entraram pelos quintais sem serem vistos. Acudiram os moradores a defendê-las com tal ânimo e valor, que detiveram o ímpeto dos que já as tinham entrado, que passados do ferro e balas dos nossos, caíram mortos aos pés dos seus, que investiam mais frouxos com o exemplo dos companheiros. Por oito ou dez vezes tornaram a cometer as trincheiras, nas quais com pura fé e confiança no céu haviam posto os nossos [...] na primeira hora, durando três o combate em que os nossos pelejaram com mais valor de homens, porque de cento mal armados, e mais costumados ao exercício do campo, que ao militar, se não podia esperar tão glorioso sucesso; o qual teve fim com a vergonhosa retirada dos castelhanos, ficando cinquenta e cinco mortos e alguns cavalos, e de nossa parte mais que dois homens, um dos quais por tomar um cavalo vivo se lançou da trincheira, e o mataram-no campo.

### Guerra da Sucessão de Espanha
A 31 de Maio de 1704, Santo Aleixo foi alvo de um cerco por parte de forças espanholas, que arruinaram a aldeia, no âmbito do envolvimento português na Guerra da Sucessão de Espanha.

## Demografia
De acordo como o XV recenseamento geral da população de Portugal, a aldeia de Santo Aleixo da Restauração apresentava na altura do censo uma população residente de 814 pessoas. Tal como a maioria das povoações do interior português, Santo Aleixo também sofre uma diminuição considerável da população causada pelo fenómeno do êxodo rural. Este está intimamente ligado a razões económicas, e tem como consequências, não só a diminuição da população residente como também o envelhecimento da mesma.
| População da Freguesia de Santo Aleixo da Restauração | População da Freguesia de Santo Aleixo da Restauração | População da Freguesia de Santo Aleixo da Restauração |
| Ano                                                   | População                                             | Variação (%)                                          |
| ----------------------------------------------------- | ----------------------------------------------------- | ----------------------------------------------------- |
| 1436                                                  | 120                                                   | Estável                                               |
| 1864                                                  | 1299                                                  | Aumento                                               |
| 1878                                                  | 1314                                                  | 1,15                                                  |
| 1890                                                  | 2064                                                  | 5,7                                                   |
| 1900                                                  | 1907                                                  | 7,6                                                   |
| 1911                                                  | 2315                                                  | 21,4                                                  |
| 1920                                                  | 2389                                                  | 3,2                                                   |
| 1930                                                  | 2387                                                  | 0,08                                                  |
| 1940                                                  | 2990                                                  | 25,3                                                  |
| 1950                                                  | 3021                                                  | 1                                                     |
| 1960                                                  | 2490                                                  | 17,6                                                  |
| 1970                                                  | 1639                                                  | 34,2                                                  |
| 1981                                                  | 1381                                                  | 16                                                    |
| 1991                                                  | 1086                                                  | 21,4                                                  |
| 2001                                                  | 842                                                   | 22,5                                                  |
| 2011                                                  | 793                                                   | 5,8                                                   |

## Economia
A freguesia têm como base económica a actividade agropecuária. O sector de actividade secundário têm um peso muito singelo na economia local, a par do sector terciário, apesar deste ter uma expressão muito superior. O principal dinamizador da economia da freguesia é a Herdade da Contenda, empresa municipal responsável pela gestão do Perímetro Florestal da Contenda, que apesar dos benefícios socioeconómicos que tem para a freguesia gera um prejuízo avultado à Câmara Municipal de Moura, detentora da empresa municipal que gere a herdade.

### Agropecuária
Desde o início do recenseamento agrícola em Portugal, em 1989, foi possível traçar o cariz da produção agrícola e pecuária na freguesia de Santo Aleixo da Restauração. Este sector de actividade, de 1989 a 2009, sofreu alterações consideráveis, sendo as mais flagrantes o aumento da produção pecuária em detrimento da produção agrícola, a forma de utilização da superfície agrícola, e o aumento considerável da mecanização agrícola e da superfície irrigável.
O número de máquinas agrícolas cresceu substancialmente, passando de 39 em 1989, para 54 em 1999 e para 80 em 2009.. Desta analise estatística é possível observar que a proporção do tipo de máquinas agrícolas manteve-se constante - em 1989 e 1999 de todas as maquinas agrícolas apenas cinco não eram tractores. Estas cinco máquinas eram ceifeiras-debulhadoras. Em 2009 o número de ceifeiras-debulhadoras desceu para duas, mas no entanto houve o emprego de duas motoenxadas
Outra grande evolução de cariz agrícola foi a superfície agrícola irrigável. Em 1989 apenas 8 hectares eram irrigáveis, passando esta superfície para 78 ha em 1999, e 116 ha em 2009.

#### Explorações agrícolas

##### Culturas de cariz permanente
| Explorações agrícolas com culturas permanentes e tipo de culturas                         | Explorações agrícolas com culturas permanentes e tipo de culturas | Explorações agrícolas com culturas permanentes e tipo de culturas | Explorações agrícolas com culturas permanentes e tipo de culturas | Explorações agrícolas com culturas permanentes e tipo de culturas | Explorações agrícolas com culturas permanentes e tipo de culturas | Explorações agrícolas com culturas permanentes e tipo de culturas | Explorações agrícolas com culturas permanentes e tipo de culturas | Explorações agrícolas com culturas permanentes e tipo de culturas | Explorações agrícolas com culturas permanentes e tipo de culturas | Explorações agrícolas com culturas permanentes e tipo de culturas | Explorações agrícolas com culturas permanentes e tipo de culturas | Explorações agrícolas com culturas permanentes e tipo de culturas | Explorações agrícolas com culturas permanentes e tipo de culturas | Explorações agrícolas com culturas permanentes e tipo de culturas |
| Tipo de culturas por exploração                                                           | Tipo de culturas por exploração                                   | Tipo de culturas por exploração                                   | Tipo de culturas por exploração                                   | Tipo de culturas por exploração                                   | Tipo de culturas por exploração                                   | Tipo de culturas por exploração                                   | Tipo de culturas por exploração                                   | Tipo de culturas por exploração                                   | Tipo de culturas por exploração                                   | Tipo de culturas por exploração                                   | Tipo de culturas por exploração                                   | Tipo de culturas por exploração                                   | Tipo de culturas por exploração                                   | Tipo de culturas por exploração                                   |
| Período de referência dos dados                                                           | Frutos frescos (excepto citrinos)                                 | Citrinos                                                          | Olival                                                            | Vinha                                                             |                                                                   | Total                                                             |                                                                   |                                                                   |                                                                   |                                                                   |                                                                   |                                                                   |                                                                   |                                                                   |
| ----------------------------------------------------------------------------------------- | ----------------------------------------------------------------- | ----------------------------------------------------------------- | ----------------------------------------------------------------- | ----------------------------------------------------------------- | ----------------------------------------------------------------- | ----------------------------------------------------------------- | ----------------------------------------------------------------- | ----------------------------------------------------------------- | ----------------------------------------------------------------- | ----------------------------------------------------------------- | ----------------------------------------------------------------- | ----------------------------------------------------------------- | ----------------------------------------------------------------- | ----------------------------------------------------------------- |
| 2009                                                                                      | 1                                                                 | 1                                                                 | 91                                                                | 2                                                                 |                                                                   | 92                                                                |                                                                   |                                                                   |                                                                   |                                                                   |                                                                   |                                                                   |                                                                   |                                                                   |
| 1999                                                                                      | 2                                                                 | 1                                                                 | 120                                                               | 1                                                                 |                                                                   | 121                                                               |                                                                   |                                                                   |                                                                   |                                                                   |                                                                   |                                                                   |                                                                   |                                                                   |
| 1989                                                                                      | 0                                                                 | 0                                                                 | 84                                                                | 0                                                                 |                                                                   | 84                                                                |                                                                   |                                                                   |                                                                   |                                                                   |                                                                   |                                                                   |                                                                   |                                                                   |
| Dados referentes ao intervalo entre 1989 e 2009. Fonte: Instituto Nacional de Estatística |                                                                   |                                                                   |                                                                   |                                                                   |                                                                   |                                                                   |                                                                   |                                                                   |                                                                   |                                                                   |                                                                   |                                                                   |                                                                   |                                                                   |

##### Culturas de cariz temporário
| Explorações agrícolas com culturas temporárias e tipo de culturas                         | Explorações agrícolas com culturas temporárias e tipo de culturas | Explorações agrícolas com culturas temporárias e tipo de culturas | Explorações agrícolas com culturas temporárias e tipo de culturas | Explorações agrícolas com culturas temporárias e tipo de culturas | Explorações agrícolas com culturas temporárias e tipo de culturas | Explorações agrícolas com culturas temporárias e tipo de culturas | Explorações agrícolas com culturas temporárias e tipo de culturas | Explorações agrícolas com culturas temporárias e tipo de culturas | Explorações agrícolas com culturas temporárias e tipo de culturas | Explorações agrícolas com culturas temporárias e tipo de culturas | Explorações agrícolas com culturas temporárias e tipo de culturas | Explorações agrícolas com culturas temporárias e tipo de culturas | Explorações agrícolas com culturas temporárias e tipo de culturas | Explorações agrícolas com culturas temporárias e tipo de culturas |
| Tipo de culturas por exploração                                                           | Tipo de culturas por exploração                                   | Tipo de culturas por exploração                                   | Tipo de culturas por exploração                                   | Tipo de culturas por exploração                                   | Tipo de culturas por exploração                                   | Tipo de culturas por exploração                                   | Tipo de culturas por exploração                                   | Tipo de culturas por exploração                                   | Tipo de culturas por exploração                                   | Tipo de culturas por exploração                                   | Tipo de culturas por exploração                                   | Tipo de culturas por exploração                                   | Tipo de culturas por exploração                                   | Tipo de culturas por exploração                                   |
| Período de referência dos dados                                                           | Cereais para grão                                                 | Leguminosas secas para grão                                       | Prados temporários                                                | Culturas forrageiras                                              | Culturas industriais                                              | Culturas hortícolas                                               |                                                                   | Total                                                             |                                                                   |                                                                   |                                                                   |                                                                   |                                                                   |                                                                   |
| ----------------------------------------------------------------------------------------- | ----------------------------------------------------------------- | ----------------------------------------------------------------- | ----------------------------------------------------------------- | ----------------------------------------------------------------- | ----------------------------------------------------------------- | ----------------------------------------------------------------- | ----------------------------------------------------------------- | ----------------------------------------------------------------- | ----------------------------------------------------------------- | ----------------------------------------------------------------- | ----------------------------------------------------------------- | ----------------------------------------------------------------- | ----------------------------------------------------------------- | ----------------------------------------------------------------- |
| 2009                                                                                      | 8                                                                 | 0                                                                 | 0                                                                 | 17                                                                | 1                                                                 | 0                                                                 |                                                                   | 23                                                                |                                                                   |                                                                   |                                                                   |                                                                   |                                                                   |                                                                   |
| 1999                                                                                      | 26                                                                | 0                                                                 | 0                                                                 | 8                                                                 | 0                                                                 | 2                                                                 |                                                                   | 32                                                                |                                                                   |                                                                   |                                                                   |                                                                   |                                                                   |                                                                   |
| 1989                                                                                      | 49                                                                | 7                                                                 | 5                                                                 | 9                                                                 | 0                                                                 | 4                                                                 |                                                                   | 57                                                                |                                                                   |                                                                   |                                                                   |                                                                   |                                                                   |                                                                   |
| Dados referentes ao intervalo entre 1989 e 2009. Fonte: Instituto Nacional de Estatística |                                                                   |                                                                   |                                                                   |                                                                   |                                                                   |                                                                   |                                                                   |                                                                   |                                                                   |                                                                   |                                                                   |                                                                   |                                                                   |                                                                   |

#### Explorações animais
A produção pecuária foi o único ramo económico da freguesia a sofrer uma clara expansão, tendo sido registado um aumento exponencial do número de animais criados com fins comerciais ou de consumo. De 4048 animais em 1989, passou-se para 12 300 em 2009, ou seja, registou-se um aumento de 304%. Da variação do número de cabeças de gado, pode destacar-se o aumento do gado bovino e suíno, e também da produção melífera.
| Explorações animais e espécies exploradas                                                 | Explorações animais e espécies exploradas | Explorações animais e espécies exploradas | Explorações animais e espécies exploradas | Explorações animais e espécies exploradas | Explorações animais e espécies exploradas | Explorações animais e espécies exploradas | Explorações animais e espécies exploradas | Explorações animais e espécies exploradas | Explorações animais e espécies exploradas | Explorações animais e espécies exploradas | Explorações animais e espécies exploradas | Explorações animais e espécies exploradas | Explorações animais e espécies exploradas | Explorações animais e espécies exploradas |
| Número de animais por exploração                                                          | Número de animais por exploração          | Número de animais por exploração          | Número de animais por exploração          | Número de animais por exploração          | Número de animais por exploração          | Número de animais por exploração          | Número de animais por exploração          | Número de animais por exploração          | Número de animais por exploração          | Número de animais por exploração          | Número de animais por exploração          | Número de animais por exploração          | Número de animais por exploração          | Número de animais por exploração          |
| Período de referência dos dados                                                           | Bovinos                                   | Suínos                                    | Ovinos                                    | Caprinos                                  | Equídeos                                  | Aves                                      | Coelhos                                   | Colmeias e cortiços povoados              |                                           | Total                                     |                                           |                                           |                                           |                                           |
| ----------------------------------------------------------------------------------------- | ----------------------------------------- | ----------------------------------------- | ----------------------------------------- | ----------------------------------------- | ----------------------------------------- | ----------------------------------------- | ----------------------------------------- | ----------------------------------------- | ----------------------------------------- | ----------------------------------------- | ----------------------------------------- | ----------------------------------------- | ----------------------------------------- | ----------------------------------------- |
| 2009                                                                                      | 3 294                                     | 2 221                                     | 3 048                                     | 2 135                                     | 63                                        | 669                                       | 0                                         | 870                                       |                                           | 12 300                                    |                                           |                                           |                                           |                                           |
| 1999                                                                                      | 1 564                                     | 1 130                                     | 1 326                                     | 2 529                                     | 49                                        | 1 229                                     | 32                                        | 626                                       |                                           | 8485                                      |                                           |                                           |                                           |                                           |
| 1989                                                                                      | 721                                       | 882                                       | 1 209                                     | 1 680                                     | 80                                        | 667                                       | 11                                        | 7                                         |                                           | 4048                                      |                                           |                                           |                                           |                                           |
| Dados referentes ao intervalo entre 1989 e 2009. Fonte: Instituto Nacional de Estatística |                                           |                                           |                                           |                                           |                                           |                                           |                                           |                                           |                                           |                                           |                                           |                                           |                                           |                                           |

## Geografia

### Localização geográfica
A aldeia de Santo Aleixo da Restauração está localizada no distrito de Beja, Baixo Alentejo (NUTS III), estando inserida no Município de Moura.  A freguesia está limitada a sul e a este pela fronteira com Espanha, sendo separada em parte da fronteira sul pela riberira da Safareja. A norte está limitada pelo Município de Barrancos, que é separado pela ribeira do Murtigão, e já a noreste pela ribeira do Arroro. A noroeste está limitada pela freguesia de Safara e a oeste pela freguesia de Sobral da Adiça, que é separada pela ribeira de Safareja.
A aldeia têm como coordenadas geográficas 38° 04' 08" N e 07° 09' 04" O.

#### Principais distâncias
Santo Aleixo da Restauração está distanciada das seguintes localidades/cidades, em linha recta e rodovia respectivamente:
- Safara - 7,3 km; 8,5 km
- Moura - 27 km; 30 km
- Barrancos - 17 km; 21,5 km
- Beja - 62 km; 80 km
- Évora - 86 km; 103 km
- Sines - 150 km; 178 km
- Faro - 135 km; 224 km
- Lisboa - 187 km; 235 km
- Porto - 364 km; 513 km
- Aroche - 22 km; 57,5 km
- Rosal de la Frontera - 12,5 km; 31,3 km
- Badajoz - 91 km; 123 km
- Huelva - 91 km; 136 km
- Sevilha - 126 km; 177 km
- Madrid - 395 km; 500 km
- Gibraltar - 270 km; 376 km
- Paris - 1420 km; 1700 km

### Geomorfologia

#### Altimetria
O território administrado pela freguesia de Santo Aleixo da Restauração tem uma altitude que varia entre os 164m e 584m. O ponto com cota mais baixa (164m) localiza-se na extremidade norte da freguesia, junto a tripla fronteira administrativa de Santo Aleixo - Safara - Barrancos, devendo-se essa depressão a passagem da ribeira do Murtigão. Por sua vez, o ponto de cota mais elevada (584m) localiza-se 0,4 km da fronteira com Espanha, junto à Casa do Mel, e está assinalado por um marco geodésico. Esta elevação tem o nome de Pico das Escovas.
A aldeia de Santo Aleixo encontra-se a um altitude média de 279m.

##### Marcos geodésicos
As área de dependência da freguesia têm os seguintes marcos geodésicos:
- Marco geodésico da Sobrosa[17]
- Marco geodésico do Cabeço Pereiro[18]
- Marco geodésico do Vale Corvo[19]
- Marco geodésico do Pico das Escovas[16]

#### Relevo
Os relevos dominantes na freguesia são, a oeste da ribeira de Santo Aleixo inferiores a 8%, e a este desta entre os 8% e 15%, sendo que na parte sudeste da Herdade da Contenda predominam os declives superiores a 25%.

#### Constituição lítica

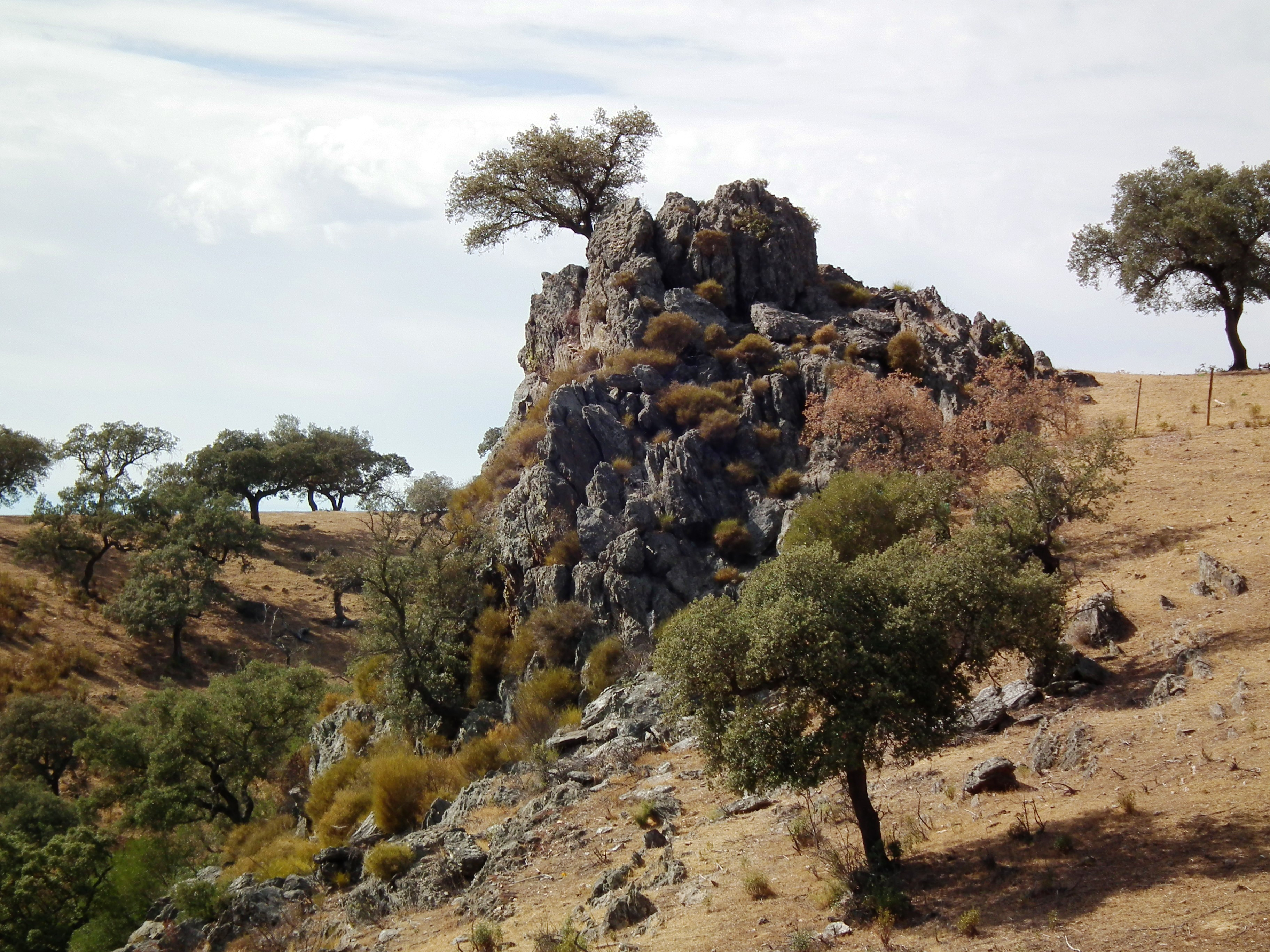
Formação geológica composta principalmente por xisto denominada de Rochas Altas

O território correspondente a freguesia, apresenta uma constituição litica essencialmente metamorfico-sedimentar, constituída por Xistos - Grauvaques, e também dois filões de metavulcânitos (ambos cortam às formações de Xistos - Grauvaques do Pré-Câmbrico).
Existem três formações geológicas de Xistos - Grauvaques de idades diferentes, formação mais a norte correpondem ao Devónico, a formação mais central correpondem ao Silúrico, e mais a sul correspondentes ao Pré-Câmbrico.
A separar estas três formações geológicas de idades diferentes estão duas falhas geológicas, sendo que existe uma terceira cercada por formações do pré-câmbrico.
Os dois filões de metavulcânitos datam também do Pré-Câmbrico.

### Clima
Santo Aleixo da Restauração apresenta um clima Mediterrânico Temperado sub-húmido (Csa segundo a classificação climática de Köppen). Tem uma precipitação média anual de 60,79mm. De Verão o clima é tipicamente quente e seco, sendo que a temperatura média em Agosto ronda os 24,3 °C, e máxima chega aos 40 °C. A precipitação é praticamente inexistente, sendo que em Julho e Agosto pode mesmo não ocorrer nenhum fenómeno de precipitação. Visto apresentar um carácter quase continental, a afluência de humidade vinda do oceano nesses meses é muito escassa, o que faz os niveis de humidade atmosférica situarem-se entre os 20 e 30%. Apesar do clima sub-húmido existe um grande deficit de água nesta estação.
Durante o Inverno o clima apresenta-se normalmente temperado e húmido com temperaturas médias a rondar os 9 °C a 10 °C e valores consideráveis de precipitação que se prolongam até Maio. De Janeiro a Abril os solos encontram-se saturados.
| Tabela climática de Santo Aleixo da Restauração                                                      | Tabela climática de Santo Aleixo da Restauração | Tabela climática de Santo Aleixo da Restauração | Tabela climática de Santo Aleixo da Restauração | Tabela climática de Santo Aleixo da Restauração | Tabela climática de Santo Aleixo da Restauração | Tabela climática de Santo Aleixo da Restauração | Tabela climática de Santo Aleixo da Restauração | Tabela climática de Santo Aleixo da Restauração | Tabela climática de Santo Aleixo da Restauração | Tabela climática de Santo Aleixo da Restauração | Tabela climática de Santo Aleixo da Restauração | Tabela climática de Santo Aleixo da Restauração | Tabela climática de Santo Aleixo da Restauração | Tabela climática de Santo Aleixo da Restauração |
| Temperatura                                                                                          | Temperatura                                     | Temperatura                                     | Temperatura                                     | Temperatura                                     | Temperatura                                     | Temperatura                                     | Temperatura                                     | Temperatura                                     | Temperatura                                     | Temperatura                                     | Temperatura                                     | Temperatura                                     | Temperatura                                     | Temperatura                                     |
| Mês                                                                                                  | Jan                                             | Fev                                             | Mar                                             | Abr                                             | Mai                                             | Jun                                             | Jul                                             | Ago                                             | Set                                             | Out                                             | Nov                                             | Dez                                             |                                                 | Média                                           |
| --- | ----------------------------------------------- | ----------------------------------------------- | ----------------------------------------------- | ----------------------------------------------- | ----------------------------------------------- | ----------------------------------------------- | ----------------------------------------------- | ----------------------------------------------- | ----------------------------------------------- | ----------------------------------------------- | ----------------------------------------------- | ----------------------------------------------- | ----------------------------------------------- | ----------------------------------------------- |
| Máxima registada °C                                                                                  |                                                 |                                                 |                                                 |                                                 |                                                 |                                                 |                                                 |                                                 |                                                 |                                                 |                                                 |                                                 |                                                 |                                                 |
| Média Máxima °C                                                                                      |                                                 |                                                 |                                                 |                                                 |                                                 |                                                 |                                                 |                                                 |                                                 |                                                 |                                                 |                                                 |                                                 | 20.9                                            |
| Média °C                                                                                             | 9,3                                             | 10,0                                            | 11,2                                            | 13,3                                            | 16,7                                            | 20,5                                            | 24,1                                            | 24,3                                            | 21,8                                            | 17,3                                            | 12,3                                            | 9,5                                             |                                                 | 15,9                                            |
| Média minima °C                                                                                      |                                                 |                                                 |                                                 |                                                 |                                                 |                                                 |                                                 |                                                 |                                                 |                                                 |                                                 |                                                 |                                                 | 10,8                                            |
| Mínima registada °C                                                                                  |                                                 |                                                 |                                                 |                                                 |                                                 |                                                 |                                                 |                                                 |                                                 |                                                 |                                                 |                                                 |                                                 |                                                 |
| Precipitação                                                                                         |                                                 |                                                 |                                                 |                                                 |                                                 |                                                 |                                                 |                                                 |                                                 |                                                 |                                                 |                                                 |                                                 |                                                 |
| Mês                                                                                                  | Jan                                             | Fev                                             | Mar                                             | Abr                                             | Mai                                             | Jun                                             | Jul                                             | Ago                                             | Set                                             | Out                                             | Nov                                             | Dez                                             |                                                 | Total                                           |
| Total mm                                                                                             | 114,1                                           | 105,6                                           | 83,6                                            | 60,4                                            | 41,6                                            | 36,6                                            | 6,7                                             | 4,2                                             | 27,5                                            | 88,3                                            | 85,6                                            | 75,3                                            |                                                 | 729,5                                           |
| Água no Solo                                                                                         |                                                 |                                                 |                                                 |                                                 |                                                 |                                                 |                                                 |                                                 |                                                 |                                                 |                                                 |                                                 |                                                 |                                                 |
| Mês                                                                                                  | Jan                                             | Fev                                             | Mar                                             | Abr                                             | Mai                                             | Jun                                             | Jul                                             | Ago                                             | Set                                             | Out                                             | Nov                                             | Dez                                             |                                                 | Média                                           |
| Total mm*                                                                                            | 100                                             | 100                                             | 100                                             | 100                                             | 100                                             | 67,8                                            | 32,7                                            | 7,9                                             | 2,0                                             | 0,9                                             | 22,2                                            | 75,5                                            |                                                 | 59,0                                            |
| Dados referentes ao intervalo entre 1961 e 1980. Fonte: Sistema Nacional de Informação Geocientífica |                                                 |                                                 |                                                 |                                                 |                                                 |                                                 |                                                 |                                                 |                                                 |                                                 |                                                 |                                                 |                                                 |                                                 |

*A capacidade de campo máxima é de 100 mm

### Hidrografia

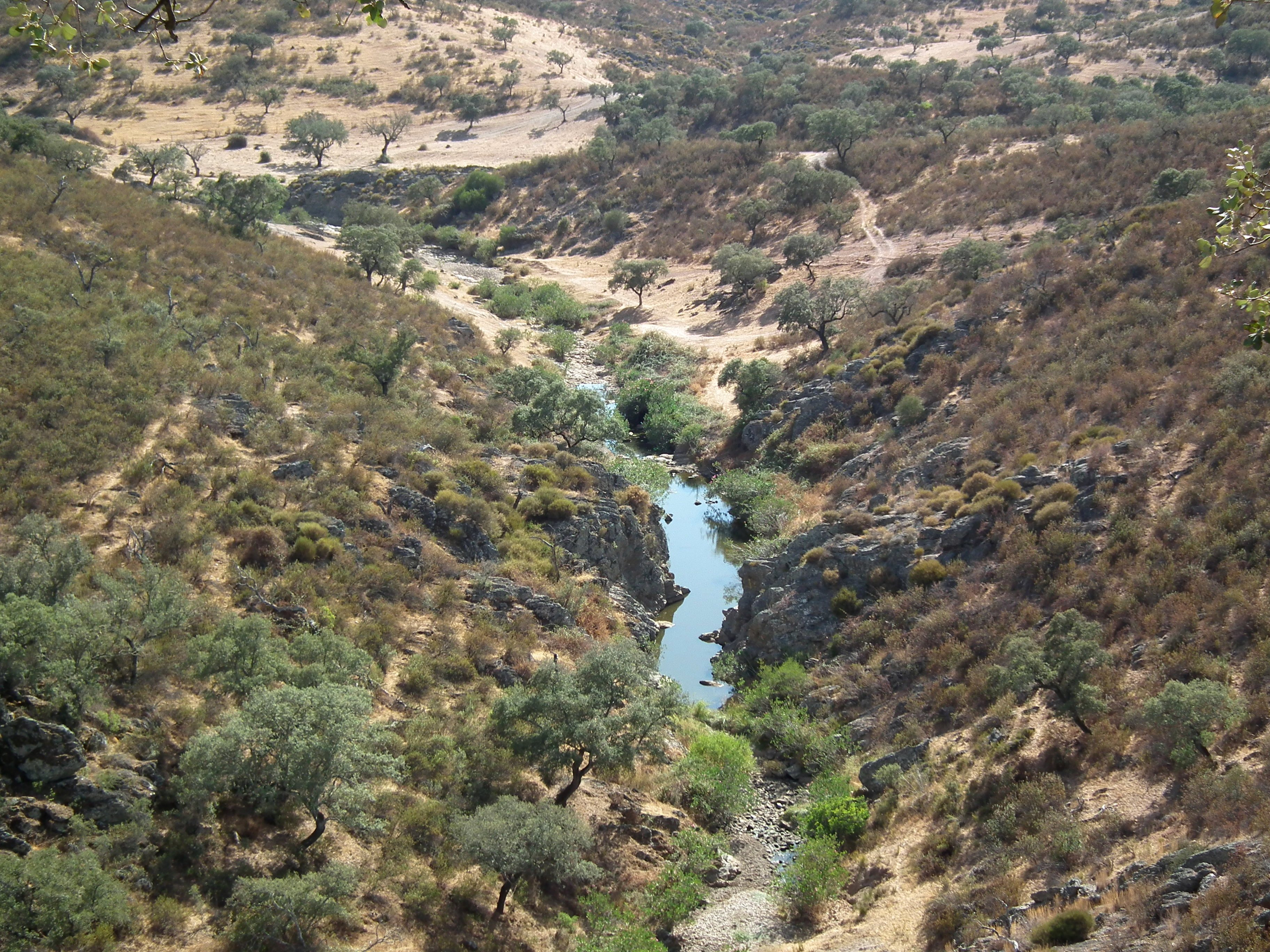
Ribeira da Safareja durante o Verão

As linhas hidrográficas da freguesia pertencem à bacia do Guadiana. Estas linhas de água  são de regime temporário podendo ser apenas deste regime, ou de regime torrencial temporário. As linhas de água desenvolveram-se em vales apertados, onde abundam afloramentos rochosos de xisto e de xisto com quartzitos, orientadas no sentido Este – Oeste ou Sudeste –
Noroeste. Estas ribeiras apresentam-se normalmente secas no Verão e têm leitos arenosos e cascalhentos. As seis principais linhas de água, todas de regime torrencial, são alimentadas pela normal escorrências dos solos mas também por alguns barrancos. As sete principais linhas de regime torrencial temporário são:
- Ribeira de Toutalga
- Ribeira da Safareja
- Ribeira de Santo Aleixo
- Ribeira do Murtigão
- Ribeira de Paes Joanes
- Ribeira do Arroio

### Fauna e flora
Devido às característica naturais e antropogénicas, Santo Aleixo da Restauração e o restante território da freguesia permite que tanto espécies animais como vegetais tenham possibilidades de prosperar. A existência do Perímetro Florestal da Herdade da Contenda torna a freguesia de Santo Aleixo, uma das freguesias do pais com habitat tipicamente mediterrânico (floresta mediterrânica), mais propenso a uma grande diversidade natural. É também de não descurar os efeitos que a baixa densidade populacional, climáticos e geológicos têm nessa diversidade biológica.

#### Fauna
O território compreendido à freguesia apresenta uma grande variabilidade de espécies animais sendo de focar a classe taxonómica das aves e dos mamíferos. A comunidade de mamíferos é variada e inclui espécies como o veado, o coelho-bravo, o gato-bravo, o javali, a lebre, a lontra e algumas espécies de morcegos.. As aves são no entanto o conjunto animal com maior expressão estando registadas mais de 70 espécies de aves na freguesia como o grifo, o aberalhuco, a águia-imperial-ibérica, várias espécies de andorinhas, o bufo-real, a cegonha-branca, a cegonha-preta, a codorniz, o guarda-rios, o franceiro, a rola, três espécies de rouxinol e cinco espécies de toutinegras Em ambientes húmidos e fluviais podemos encontrar algumas espécies de peixes, anfíbios e répteis como a boga-comum, o saramugo, a rã-verde, a rela-meridional e o cágado-mediterrânico.

#### Flora
A existência do Perímetro Florestal da Contenda é o principal habitat da freguesia, sendo que este abriga as seguintes espécies arborícolas e vegetais:

##### Plantas arbóreas
- Azinheira (Quercus rotundifolia)
- Carvalho cerquinho (Quercus faginea)
- Casuarina (Casuarina equisetifolia)
- Cipreste Comum (Cupressus sempervirens)
- Cipreste de Monterey (Cupressus macrocarpa)
- Eucalipto (Cupressus macrocarpa)
- Medronheiro (Arbutus unedo)
- Pinheiro do Alepo (Pinus halepensis)
- Sobreiro (Quercus suber)

##### Vegetação rasteira e arbustos
| - Anarrhinum belliifollium - Aphanes microcarpa - Calamintha baetica - Campanula transtagana - Centaurea ornata - Esteva (Cistus ladanife) - Cistus populifolius - Giesta (Cytisus striatus) - Digitalis thapsi - Festuca duriatagana - Flueggea tinctoria - Genista hirsuta - Genista polyanthos - Gilbardeira (Ruscus aculeatus) - Gladiolus illyricus - Juncus acutiflorus - Lavandula luisieri | - Lavandula pedunculata - Linaria hirta - Linaria spartea - Myosotis lusitanica - Narcissus junquilla - Phlomis lychnitis - Carqueja (Pterospartum tridentatum) - Pterocephalus diandrus - Pulicaria paludosa - Catapereiro (Pyrus bourgaeana) - Rumex bucephalophorus - Salgueiro (Salix salvifolia ssp. australis) - Thapsia nitida - Trevo-de-quatro-folhas (Marsilea batardae) - Ulex eriocladus - Vincetoxicum nigrum |

## Política
A junta de freguesia de Santo Aleixo da Restauração é constituída por um total de de sete membros, representando à data das eleições de Assembleia de Freguesia de 2009, 830 eleitores. No acto eleitoral de 2009 somente dois facções se fizeram representar, nomeadamente a CDU e o PS. O acto eleitoral de 2009 foi ganho pela CDU, sendo por isso o presidente de junta de freguesia membro deste partido político.
| Partido | Partido         | Votos | Votos (%) | Votos (±) | Assentos | Assentos (%) | Assentos (±) |
| --- | --------------- | ----- | --------- | --------- | -------- | ------------ | ------------ |
| | CDU             | 238   | 47,98%    | −29,02%   | 4        | 57,14%       | +2           |
| | PS              | 231   | 46,57%    | −64,43%   | 3        | 42,86%       | +2           |
| Totais | Totais          | 469   |           |           | 7        |              |              |
| Votos em Branco | Votos em Branco | 16    | 3,23%     | +1,43%    |          |              |              |
| Votos Nulos | Votos Nulos     | 11    | 2,22%     | +1,08%    |          |              |              |
| Participação | Participação    | 496   | 59,76%    | −4,44%    |          |              |              |
| ↑(a) Nas eleições de 2009 nem a CDU ou o PS ganharam as eleições. Em 2005 houve 3 candidatos à assembleia, tendo ganho uma lista indepêndente. ↑(b) A abstenção no acto eleitoral de 2009 totalizou 40,24%, o que significa que 334 eleitores não compareceram nas urnas. |                 |       |           |           |          |              |              |
| Fonte: Comissão Nacional de Eleições - Assembleia de Freguesia, Resultados Eleitorais de 2005 Comissão Nacional de Eleições - Assembleia de Freguesia, Resultados Eleitorais de 2009                                                                                      |                 |       |           |           |          |              |              |

### Administração Pública
A freguesia de Santo Aleixo da Restauração está incorporada ao Município de Moura. A Junta de Freguesia de Santo Aleixo da Restauração têm como presidente de Junta de Freguesia José Manuel Godinho, e como presidente da Assembleia de Freguesia Joaquim Chamorro. Tendo esta freguesia menos de 1000 eleitores, a Assembleia de Freguesia terá que ter um número fixo de sete representantes.

#### Constituição da Junta de Freguesia
A Junta de Freguesia de Santo Aleixo da Restauração têm como membros executivos e de assembleia os seguintes indivíduos:

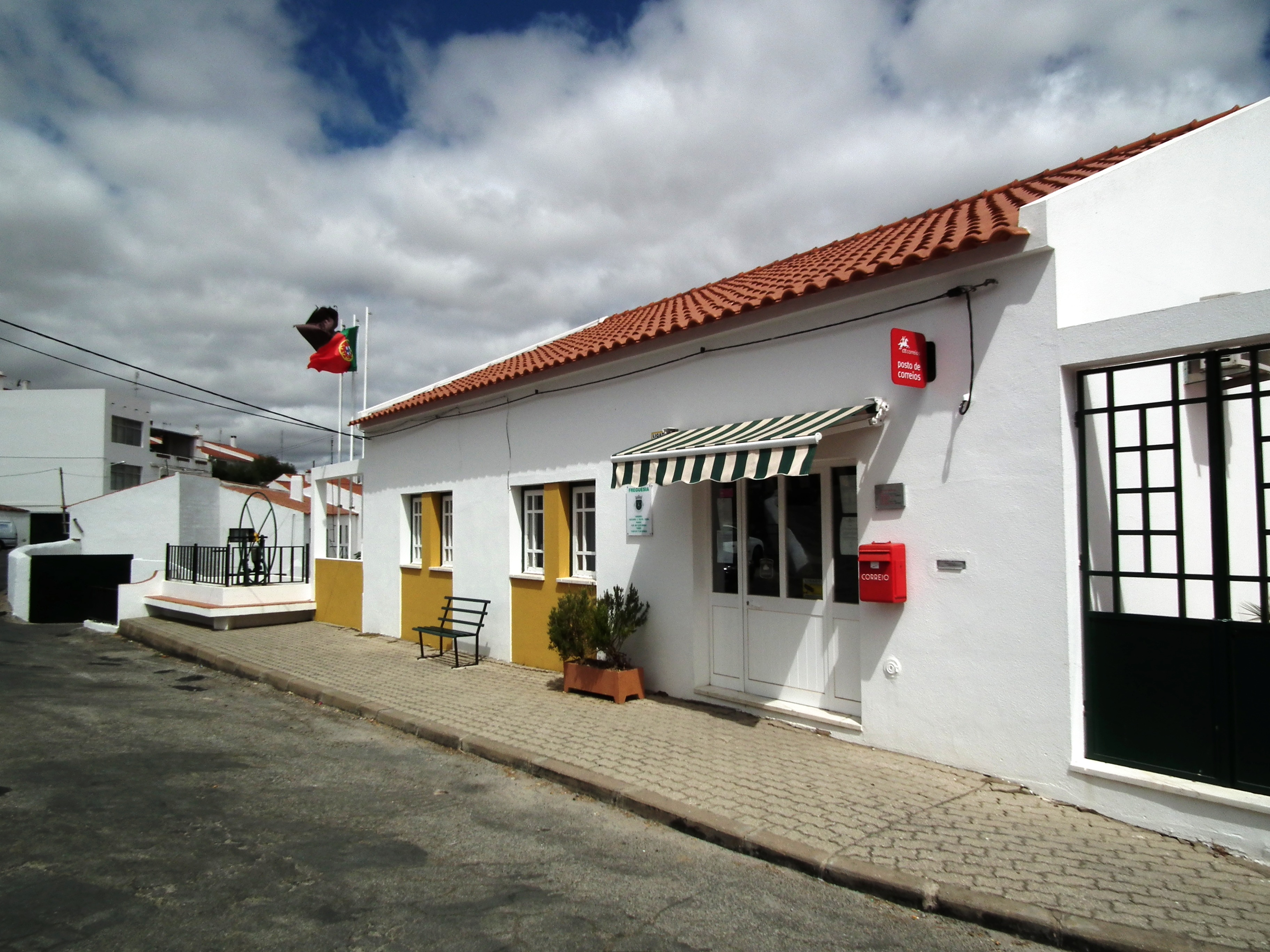
Sede da junta de freguesia de Santo Aleixo da Restauração.

##### Constituição do Executivo
- Presidente - José Manuel da Silva Godinho
- Secretário - Secretário Ana Maria Godinho Mendes do Espírito Santo
- Tesoureiro - Jorge Ramos Gonçalves Machado

##### Constituição da Assembleia de Freguesia
- Presidente - Joaquim José dos Santos Chamorro
- 1ºSecretário - António Jordão Calhanas
- 2ºSecretário - Antónia de Jesus Vilar Baião
- António Neves Estevens
- José Gonçalves Caldeira
- Manuel Gualdino Estevens
- Francisco Candeias Nunes

## Infraestruturas

### Educação
A nível de educação, Santo Aleixo da Restauração devido à sua reduzida taxa de natalidade e exponencial envelhecimento da população, é servida apenas por estabelecimentos de ensino que abragem o ensino pré-escolar e o primeiro ciclo do ensino básico (até ao 4º Ano). Educandos que transitem para níveis de escolaridade superiores ao 5º Ano têm que se deslocar ou para a Amareleja ou para Moura.
Santo Aleixo da Restauração é servida pelos seguintes estabelecimentos de ensino:
- Jardim de Infância de Santo Aleixo da Restauração
- EB1 de Santo Aleixo da Restauração

### Saúde
Os serviços de saúde de Santo Aleixo da Restauração são bastante precários. Os habitantes da freguesia estão inseridos no lote de portugueses que se encontram a mais de 1 hora do hospital mais próximo. No entanto está disponível à população da freguesia a Centro de Saúde de Moura, e a Extensão de Saúde de Santo Aleixo da Restauração, organismo que tem um funcionamento semelhante a um centro de saúde, mas com horário condicionado.

### Transportes

#### Vias de comunicação
A infraestrutura rodoviária da freguesia de Santo Aleixo da Restauração é de boa qualidade, sendo constituída principalmente por estradas asfaltadas, com algumas ruas mais emblemáticas em calçada de granito e acessos à zona florestal em terra batida. As rodovias que servem a freguesia são :
| Estradas Nacionais  | Destinos                                                                       |
| ------------------- | ------------------------------------------------------------------------------ |
| EN 258              | Alvito - Vidigueira - Moura - Safara - Santo Aleixo da Restauração - Barrancos |
| Estradas Municipais | Destinos                                                                       |
| EM 536              | Sobral da Adiça - Santo Aleixo da Restauração                                  |
| EM 1042             | Santo Aleixo da Restauração - Perímetro Florestal da Contenda                  |

#### Transportes públicos
A freguesia de Santo Aleixo da Restauração é servida por autocarros da empresa de viação Barranquense, que fazem a ligação local em regime de carreira regular..

## Património
Devido à sua riqueza mineral, fertilidade dos solos, e grande povoamento em termos históricos, Santo Aleixo da Restauração  destaca-se em termos de património erguido em relação a aldeias portuguesas de similares proporções. Apesar dos três assédios espanhóis muito do património destruído foi reerigido, havendo como excepções o Fortim de Santo Aleixo que tem como últimos vestígios a elevação onde se situa a Igreja Matriz e alguns muros em casas junto à Igreja. Outro risco ao património santoaleixense é a grande dispersão geográfica que faz com que património fique sem qualquer tipo de conservação ou protecção como o Convento da Tomina ou o castro de nome Castelo das Guerras.
|  | Designações                                      | Edificação | Categoria              | Tipologia            | Classificação               |
|  | ------------------------------------------------ | ---------- | ---------------------- | -------------------- | --------------------------- |
|  | Igreja de Santo Aleixo da Restauração            | 1683       | Arquitectura religiosa | Igreja               | Monumento Nacional          |
|  | Convento da Tomina                               | 1686       | Arquitectura religiosa | Convento             |                             |
|  | Ermida de Santo António                          | Séc. XVII  | Arquitectura religiosa | Ermida               |                             |
|  | Capela de São Sebastião                          | 1944       | Arquitectura religiosa | Capela               |                             |
|  | Galeria Dolménica e Anta da Herdade da Negrita   |            | Arqueologia            | Monumento megalítico | Imóvel de Interesse Público |
|  | Castro do Castelo das Guerras                    |            | Arqueologia            | Castro               |                             |
|  | Fonte de Aroche                                  |            | Arquitectura Civil     | Fonte                |                             |
|  | Obelisco da Praça da Restauração                 | 1939       | Arquitectura Civil     | Obelisco             |                             |
|  | Mercado Municipal de Santo Aleixo da Restauração |            | Arquitectura Civil     | Mercado              |                             |

## Cultura

### Festividades

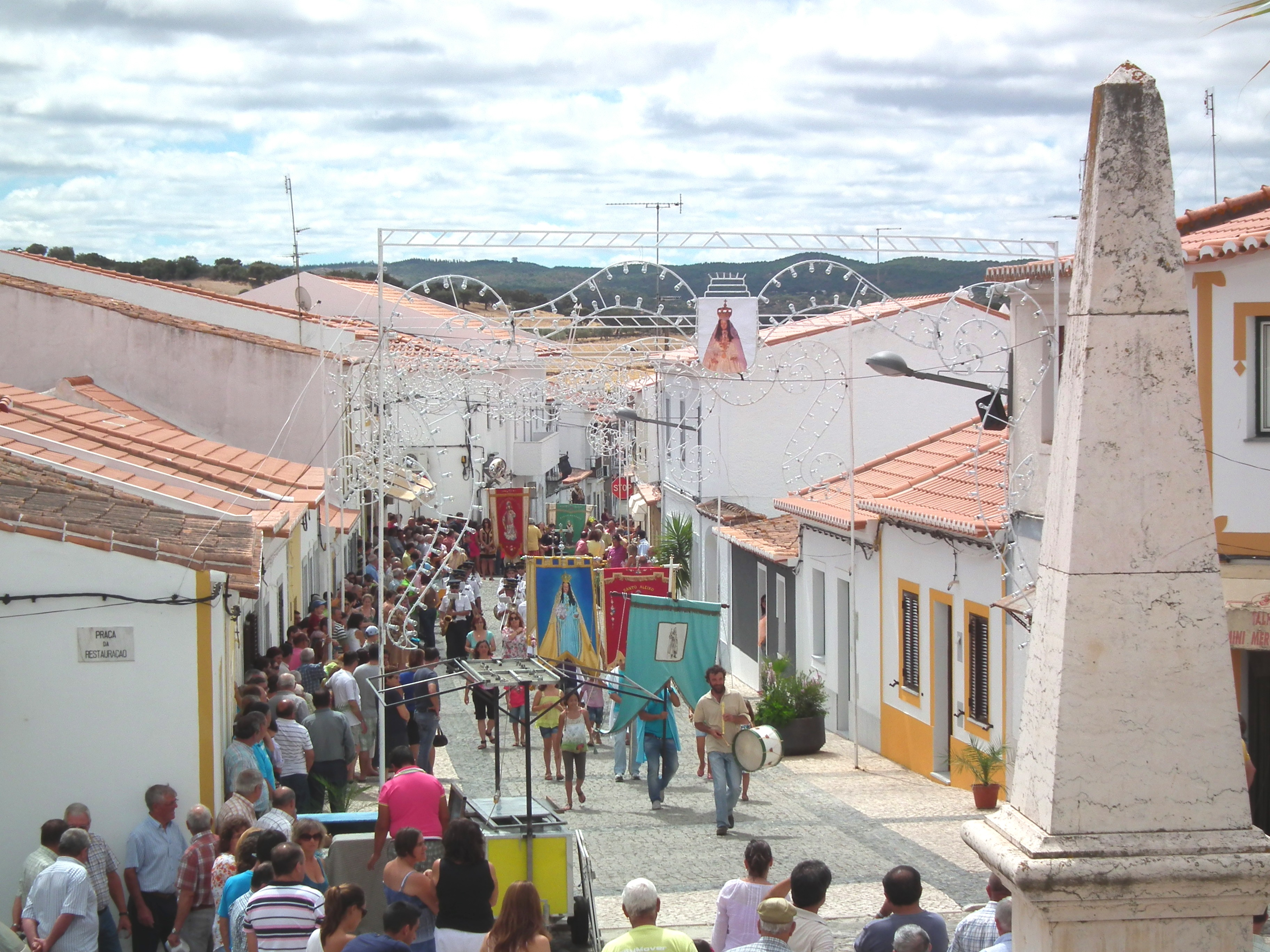
Cerimónia católica durante as Festas da Tomina

A aldeia de Santo Aleixo da Restauração pelo ao facto de contar com quase oito séculos de existência tem enraizada na população tradições de longa história e devoção. A aldeia conta três festas anuais, sendo que apenas é efeméride. As três festividades realizadas anualmente na aldeia são: 
- Festa de Santo António, em honra do santo homónimo. Realiza-se anualmente durante o primeiro domingo de Maio.[29]
- Festa de Santo Aleixo, em honra do santo homónimo, é uma efeméride que se realiza-se anualmente no segundo domingo de Julho.[29]
- Festa da Tomina, em honra do orago maior da aldeia, Nossa Senhora das Necessidades. A festa da Tomina realiza-se anualmente no último fim-de-semana de Agosto.[29], tendo uma duração habitual de cinco dias. A festa da Tomina é uma das maiores festividades do Baixo Alentejo, atraindo alguns milhares de visitantes, principalmente portugueses e espanhóis[30] Os visitantes portugueses são principalmente emigrantes oriundos da região, tendo muitos deles inclusive habitação na aldeia. Esta festa representa um dos principais motores económicos da freguesia.

### Música

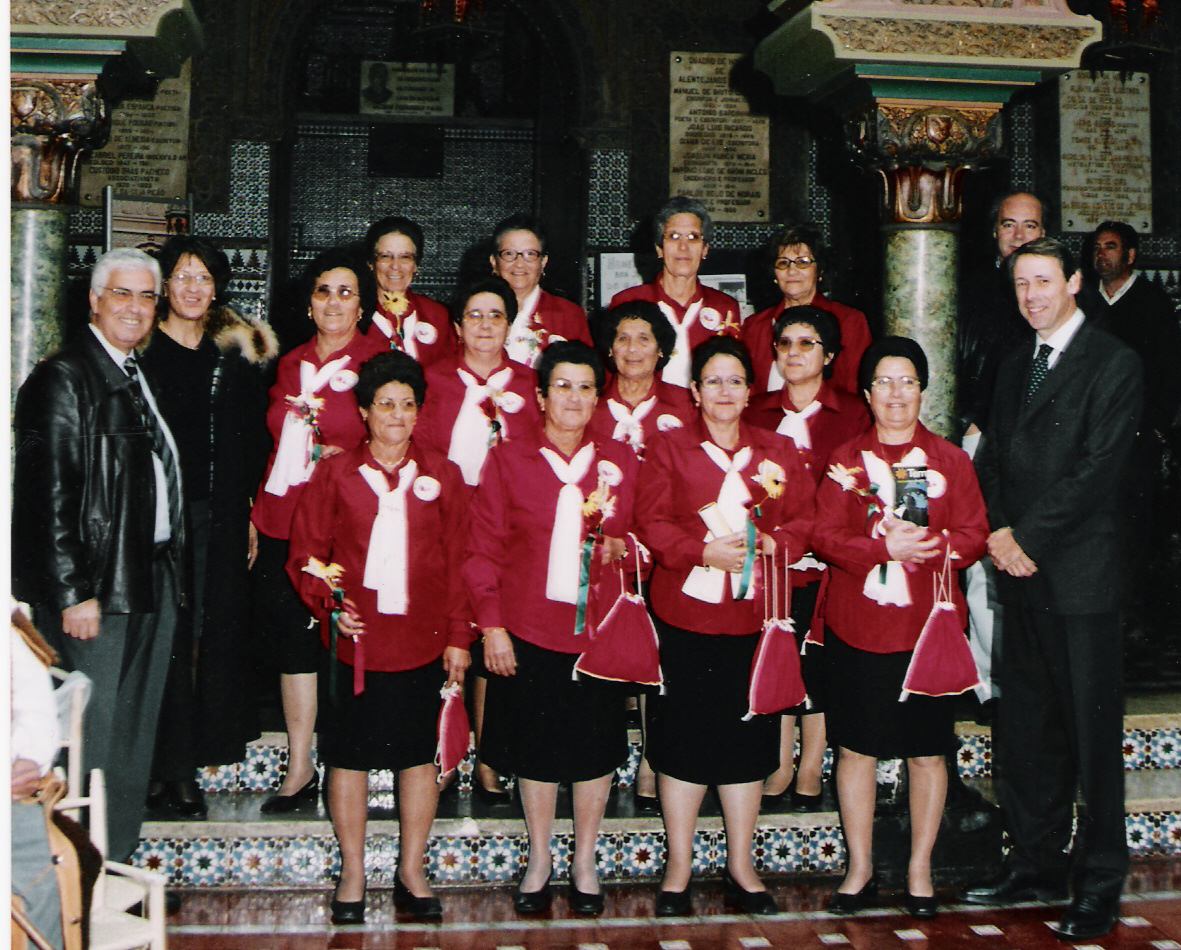
"As Papoilas em Flor" de Santo Aleixo da Restauração na Casa do Alentejo em Lisboa.

A aldeia de Santo Aleixo da Restauração devido ao facto de ser a aldeia "mais profunda" do Alentejo conservou muito bem todos os aspectos culturais que caracterizam a cultura Alentejana. Prova disso é a existência de três destacados grupos de cantares alentejanos, para além de um grupo musical numa aldeia que conta com menos de 900 pessoas. Os grupos de cantares alentejanos da aldeia são:
- Grupo Coral da Casa do Povo de Santo Aleixo da Restauração
- Grupo Coral Feminino "As Papoilas em Flor"
- Grupo Coral "Os Restauradores"
- Grupo Musical “Os Restauradores”

### Gastronomia
A gastronomia de Santo Aleixo tal como a grande parte da gastronomia portuguesa, têm como base a dieta mediterrânica. A culinária desta aldeia consiste principalmente em pratos simples, sempre acompanhados com pão e azeitonas. Os pratos marcantes da aldeia são a sopa de beldroegas, o gaspacho, a açorda, a feijoada, a carne de porco (antigamente apenas utilizada no acompanhamento dos pratos), a sopa de tomate, e a caldeirada (antigamente constituída principalmente por peixe de rio). A gastronomia marcante da aldeia também é constituída por pratos confinados a alturas especificas do ano, devido a inexistência dos ingredientes, visto serem estes de origem silvestre ou cinegética. Os principais exemplos são os espargos com ovos, as caldeiradas de cogumelos (sendo estes utilizados no enriquecimento de outros pratos, como a feijoada), e também os pratos de veado e javali (espécies com grande expressão populacional na Herdade da Contenda).
Outro grande grupo a destacar na dieta desta aldeia são os enchidos, que de resto são responsáveis por um decréscimo da saúde da população, devido ao seu teor de gordura. Os principais enchidos consumidos e produzidos pela população da aldeia são, o presunto, a linguiça, o salpicão, e o chouriço.
É também de destacar a recente produção vinícola, constituida quase exclusivamente pelo vinho Convento Da Tomina.

## Santoaleixenses ilustres

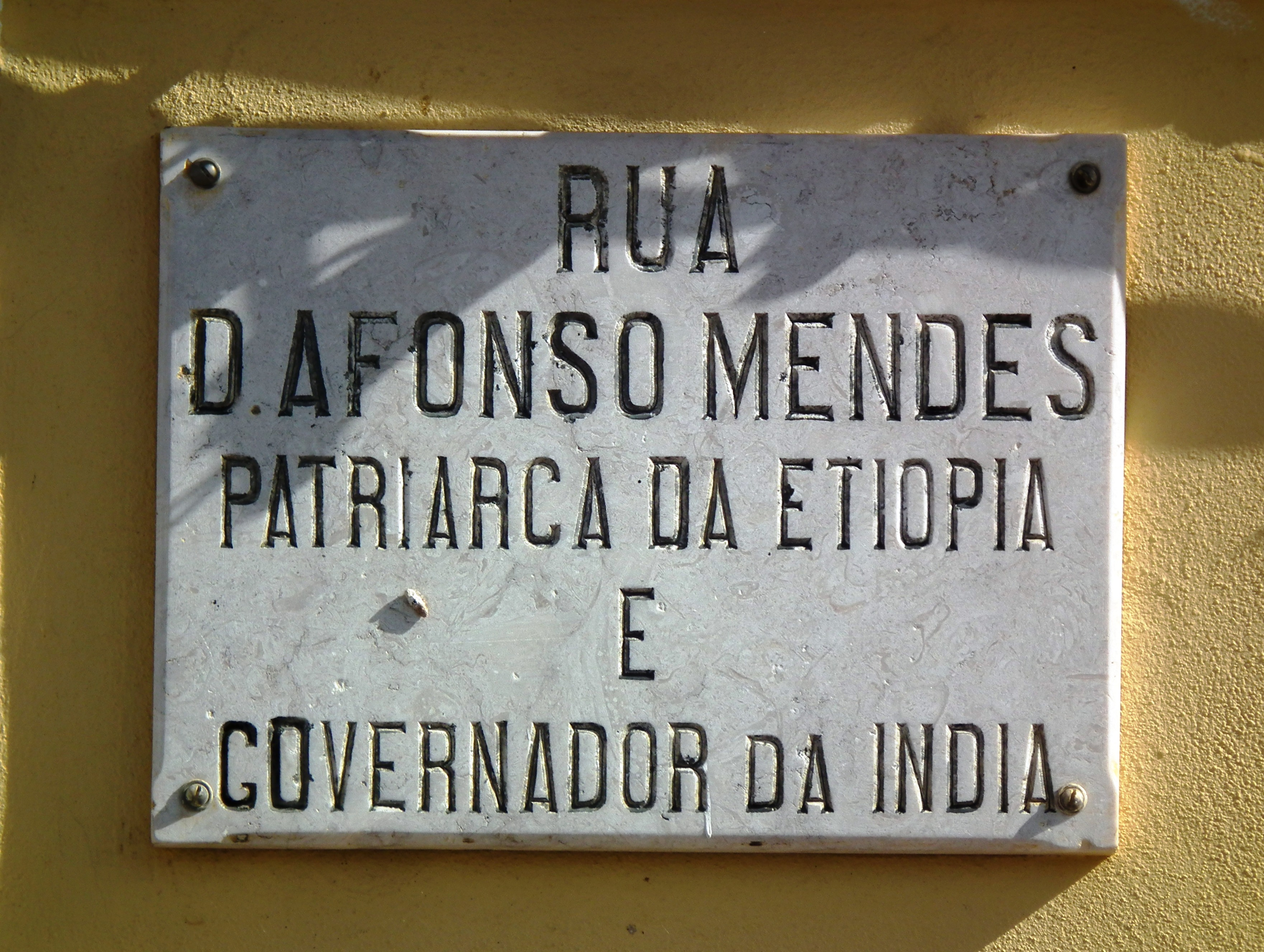
Tabuleta indicativa da Rua D. Afonso Mendes em Santo Aleixo da Restauração

- Faraje ibne Cair Atutaliqui, guerreiro muladi que desafiou a autoridade de Abderramão II, emir de Córdova, em 848 - 849.[8][35]
- Bacre ibne Maslama, neto de Faraje Atutaliqui, chefiou campanhas contra o emir de Córdova.[8]
- D. Afonso Mendes, Patriarca da Etiópia entre 1623 e 1636 e governador da Índia Portuguesa.[8][36]
- Cap. Martinho Carrasco Pimenta, capitão-mor de Santo Aleixo na altura da incursão castelhana de 6 de Outubro de 1641 e de 12 de Agosto de 1644[8][37].
- Alf. João Mendes Sancas.[8]
- Cap. Lopo Mendes Sancas, capitão-mor de Santo Aleixo na altura da incursão castelhana de 12 de Agosto de 1644.[8]
- Cap. Lopo Caeiro Mendes Sancas, capitão-mor de Santo Aleixo na altura da incursão espanhola de 31 de Maio de 1704.[8]
- Dr. Bento Caldeira.

Da abundância de cortiça, também denominada CORCHA, veio também o cognome de CORCHEIROS, dado nas aldeias vizinhas aos naturais de Santo Aleixo ( Aldeia heróica, escrito pelo Doutor Bento Caldeira, editado pelas ediçoes Colibri).

## Desporto
A freguesia de Santo Aleixo da Restauração apresenta grandes lacunas na área desportiva. Apesar de tudo, têm dois clubes que fomentam a actividade desportiva.
- Clube Desportivo de Caça e Pesca de Santo Aleixo da Restauração
- Clube de Futebol de Santo Aleixo d Restauração